# Keroplatus rufus
Keroplatus rufus är en tvåvingeart som beskrevs av de Meijere 1924. Keroplatus rufus ingår i släktet Keroplatus och familjen platthornsmyggor. Inga underarter finns listade i Catalogue of Life.